# Unterseeboot 188
L'Unterseeboot 188 (ou U-188) est un sous-marin allemand (U-Boot) de type IX.C/40 utilisé par la Kriegsmarine pendant la Seconde Guerre mondiale.

## Historique
Mis en service le 5 août 1942, l'Unterseeboot 188 reçoit sa formation à Stettin en Allemagne au sein de la 4. Unterseebootsflottille jusqu'au 31 janvier 1943, il est affecté à une formation de combat à Lorient dans la 10. Unterseebootsflottille.
Il quitte le port de Kiel pour sa première patrouille le 4 mars 1943 sous les ordres de l'Oberleutnant zur See Siegfried Lüdden. Au cours de cette mission, Siegfried Lüdden est promu le 1er avril 1943 au grade de Kapitänleutnant. Après 62 jours en mer et un succès d'un navire marchand coulé de 1 190 tonneaux, l'U-188 rejoint la base sous-marine de Lorient le 4 mai 1943.
L'Unterseeboot 188 a effectué trois patrouilles dans lesquelles il a coulé huit navires marchands pour un total de 49 725 tonneaux et un navire de guerre de 1 190 tonnes et a endommagé un navire marchand de 9 977 tonneaux au cours de ses 356 jours en mer.
Le 11 avril 1943, le U-188 torpille et coule le destroyer britannique HMS Beverly, qui sombre avec la majeure partie de son équipage (4 survivants sur 155). Le HMS Beverly avait lui même participé au naufrage de l'U-187, le Sister Ship du U-188.
Sa troisième patrouille part du port de Penang de Sumatra avec une cargaison d'étain, de tungstène, d'opium et de quinine le 1er janvier 1944 toujours sous les ordres du Kapitänleutnant Siegfried Lüdden.
Le 19 juin 1944, l'U-188 arrive à la base sous-marine de Bordeaux avec sa cargaison intacte et sept navires marchands coulés pour un total de 42 549 tonneaux. Le commandement des U-Boote (BdU ou Befehlshaber der U-Boote) avait présumé l'U-188 coulé ; le sous-marin subissant une panne de radio n'avait envoyé aucun message depuis le début du mois de mai.
L'U-188 est sabordé le 20 août 1944 par son équipage dans le U-bunker de la base sous-marine de Bordeaux avant la prise de celle-ci par les forces alliées.
Il est démoli en 1947.

## Affectations successives
- 4. Unterseebootsflottille du 5 août 1942 au 31 janvier 1943 (entrainement)
- 10. Unterseebootsflottille du 1er février 1943 au 20 août 1944 (service actif)

## Commandement
- Oberleutnant zur See, puis Kapitänleutnant Siegfried Lüdden du 5 août 1942 au 9 août 1944

## Patrouilles
|       | Commandant              | Départ       | Départ       | Arrivée         | Arrivée   | Jours     | Succès   |
| ----- | ----------------------- | ------------ | ------------ | --------------- | --------- | --------- | -------- |
| 1     | Oblt. Siegfried Lüdden  | 4 mars 1943  | Kiel         | 4 mai 1943      | Lorient   | 62 jours  | 1 190    |
| 2     | Kptlt. Siegfried Lüdden | 30 juin 1943 | Lorient      | 30 octobre 1943 | Penang    | 123 jours | 17 153   |
| 3     | 1er janvier 1944        | Penang       | 19 juin 1944 | Bordeaux        | 171 jours | 42 549    |          |
| Total | Total                   | Total        | Total        | Total           | Total     | 356 jours | 60 892 t |

Note : Oblt. = Oberleutnant zur See - Kptlt. = Kapitänleutnant
Nota : Les noms de commandants sans indication de grade signifie que leur grade n'est pas connu avec certitude à notre époque (2013) à la date de la prise de commandement

### Opérations Wolfpack
L'U-188 a opéré avec les Wolfpacks (meute de loups) durant sa carrière opérationnelle :
1. Seeteufel (21 mars 1943 - 29 mars 1943)
2. Adler (7 avril 1943 - 13 avril 1943)
3. Meise (13 avril 1943 - 20 avril 1943)

## Navires coulés
L'Unterseeboot 188 a coulé huit navires marchands pour un total de 49 725 tonneaux et un navire de guerre de 1 190 tonnes et a endommagé un navire marchand de 9 977 tonneaux au cours des trois patrouilles (356 jours en mer) qu'il effectua.
| Date              | Nom                 | Nationalité     | Tonnage (GRT) | Fait      |
| ----------------- | ------------------- | --------------- | ------------- | --------- |
| 11 avril 1943     | HMS Beverley        | Grande-Bretagne | 1 190         | Coulé     |
| 21 septembre 1943 | Cornelia P. Spencer | USA             | 7 176         | Coulé     |
| 5 octobre 1943    | Britannia           | Norvège         | 9 977         | Endommagé |
| 20 janvier 1944   | Fort Buckingham     | Grande-Bretagne | 7 122         | Coulé     |
| 25 janvier 1944   | Fort la Maune       | Grande-Bretagne | 7 130         | Coulé     |
| 26 janvier 1944   | Samouri             | Grande-Bretagne | 7 219         | Coulé     |
| 26 janvier 1944   | Surada              | Grande-Bretagne | 5 427         | Coulé     |
| 29 janvier 1944   | Olga E. Embiricos   | Grèce           | 4 677         | Coulé     |
| 3 février 1944    | Chung Cheng         | Chine           | 7 176         | Coulé     |
| 9 février 1944    | Viva                | Norvège         | 3 798         | Coulé     |